# مسجد الدويد
مسجد الدويد هو مسجد تاريخي في منطقة الحدود الشمالية من المملكة العربية السعودية. يعود تاريخ إنشاء المسجد إلى وقت بناء قرية الدويد قبل 80 عامًا.

## الموقع
يقع المسجد في قرية الدويد التابعة لمنطقة الحدود الشمالية. تبعد القرية عن محافظة رفحاء 20كم.

## البناء
بني المسجد على طراز العمارة النجدية، اُستخدمت تقنيات البناء بالطين والحصى الأسود وتقنيات محلية مثل الفتحات المربعة الصغير، التي تشكل خطًا شريطيًا على كامل حائط المسجد، تمتاز بالسماح في مرور ضوء الشمس وقدر معتدل من حرارة الشمس وتقليل دخول الهواء البارد، تركزت الفتحات المربعة على الجهة الجنوبية بالمسجد ناحية أشعة الشمس، بُني السقف بشكل منخفض للمحافظة على دفء المسجد داخليًا خلال فصل الشتاء.

## الترميم
في عام 2022، اُختير المسجد من ضمن قائمة مشروع محمد بن سلمان لتطوير المساجد التاريخية، بلغت مساحة المسجد قبل الترميم 137.5 م² وبعده إلى 156.01 م²، وبطاقة استيعابية تصل إلى 54 مصلٍ.